# Odo II. od Bloisa
Odo II. (francuski Eudes le Champenois) (983. – 15. studenog 1037.) bio je grof Bloisa.
Njegovi su roditelji bili grof Odo I. i princeza Berta Burgundska, a baka mu je bila kraljica Matilda Francuska.
Prvo je oženio Matildu, kćer vojvode Rikarda I. Normanskog. Nakon njezine se smrti sukobio sa svojim šurjakom Rikardom II. Robert II., kralj Francuske, oženio je Bertu i tako postao očuh Oda II.
Druga žena mu je bila Ermengarda, s kojom je imao sinove Teobalda III. i Stjepana II. te kćer Bertu, koju je nazvao po svojoj majci.